# Исландия против Iceland Foods Ltd
Исландия против Iceland Foods Ltd — продолжающийся юридический спор между Исландией и британской сетью супермаркетов Iceland Foods по поводу товарного знака, прав на интеллектуальную собственность и использования названия «Исландия».
Закон о товарных знаках уже предусматривает некоторые строгие ограничения на основе гражданства в соответствии со статьёй 3(2) Директивы ЕС о товарных знаках и статьёй 6 Парижской конвенции, согласно которым национальные флаги и эмблемы не могут быть зарегистрированы в качестве товарных знаков; однако в законе нет препятствий для того, чтобы название страны само становилось товарным знаком.
Супермаркет впервые подал заявку в ЕС на регистрацию своего товарного знака в 2002 году и после нескольких попыток наконец получил разрешение в 2014 году, несмотря на противодействие Исландии.
Спор вспыхнул снова, когда в 2015 году супермаркет попытался запретить использование товарного знака «Inspired by Iceland» на исландских продуктах. Супермаркет пытался остановить маркировку товаров торговой маркой «Íslandsstofa»; первоначально предполагалось, что это произошло потому, что товарный знак был собственностью коммерческой организации, однако он просто означал «Навеяно Исландией», поэтому Iceland Foods фактически возражала против использования слова «Исландия».
Iceland Foods Ltd была обвинена правительством Исландии в оскорбительном поведении путём регистрации названия страны в качестве товарного знака, а также в «преследовании исландских компаний и даже Исландского совета по туризму» путём возбуждения судебных исков против исландских компаний, которые используют название своей страны в своих торговых наименованиях.
После рассмотрения судебного иска в сентябре 2016 года в ноябре 2016 года правительство Исландии подало иск в Ведомство интеллектуальной собственности Европейского союза (EUIPO) с требованием признать недействительным товарный знак компании «на том основании, что термин „Исландия“ исключительно широк и двусмысленен в определении, что часто лишает фирмы страны возможности описать свою продукцию как исландскую». Журнал Iceland отметил, что «Iceland Foods была основана в 1970 году, но зарегистрировала общеевропейскую торговую марку „Исландия“ только в 2005 году. Согласно сагам Исландии, исландская нация возникла в 874 году. Утверждение о том, что сеть супермаркетов имеет более сильные права на товарный знак, чем страна, оскорбляет здравый смысл».
В ответ супермаркет заявил, что сожалеет о решении страны подать иск и что «не верит, что какое-либо серьёзное замешательство или конфликт когда-либо возникали в общественном сознании или могут возникнуть». Кроме того, он обвинил правительство Исландии в нежелании вести переговоры об урегулировании, несмотря на все попытки супермаркета сделать это, и в том, что правительство выдвинуло «нереалистичные и неприемлемые» требования.
В апреле 2019 года EUIPO признало недействительным товарный знак Iceland Foods. В постановлении говорилось, что сеть супермаркетов, основанная в 1970 году, «не может разумно использовать торговую марку с названием страны, которая существует с 9 века».
9 сентября 2022 года Большой апелляционный совет EUIPO провел ещё одно слушание по поводу аннулирования товарного знака, и супермаркет решил вернуться в суд по делу об апелляции на решение, принятое в 2019 году. Управляющий директор Iceland Foods Ричард Уокер заявил, что супермаркет «будет энергично защищать свои права на интеллектуальную собственность».